# Geschendorf
Geschendorf est une commune allemande du Schleswig-Holstein, située dans l'arrondissement de Segeberg (Kreis Segeberg), à dix kilomètres à l'est de la ville de Bad Segeberg. Geschendorf est l'une des 27 communes de l'Amt Trave-Land dont le siège est à Bad Segeberg.